# Symmetri
 Der er for få eller ingen kildehenvisninger i denne artikel, hvilket er et problem. Du kan hjælpe ved at angive troværdige kilder til de påstande, som fremføres i artiklen.

Symmetri kommer af græsk syn (= "sammen") og en afledning af metron (= "mål") og betyder altså "sam-mål". Begrebet er kendt inden for mange fagområder, men nok hovedsageligt inden for geometri. Her er den mest stringente forklaring af begrebet symmetri, at man ved at trække en linje midt igennem et symmetrisk objekt får to halvdele, der er hinandens spejlbilleder. Delingslinjen kaldes symmetriaksen, og derfor kaldes dette for aksesymmetri.
Eksempelvis kan et hus være symmetrisk, hvis døren er placeret midt på husets væg, sådan at der er lige mange ens vinduer med samme mellemrum på begge sider – dvs. at symmetriaksen er lodret og går midt gennem døren. Denne form for symmetri ses på størstedelen af de bygninger, der er opført i barokstil. Den oprindelige betydning af symmetri, som bl.a. kendes fra den romerske arkitekt Vitruv, er dog mindre konkret. Her betyder ordet, at der er harmoni mellem f.eks. en bygnings proportioner. 
En anden type af symmetri er "strålesymmetri", hvor en række linjer udgår fra det samme punkt i hver sin retning, uden at der er en midterakse. Det er et fænomen, som kan ses på talrige, blomstrende plantearter. Se f.eks. engforglemmigej, almindelig hør eller bakkenellike.
Det modsatte af symmetri er asymmetri.